# Lake Park (Caroline du Nord)
Pour les articles homonymes, voir Lake Park (homonymie).
Lake Park est une ville américaine située dans le comté d'Union dans l'État de Caroline du Nord. En 2010, sa population était de 3 422 habitants.

## Démographie
| 2000  | 2010  | - | - | - | - |
| ----- | ----- | - | - | - | - |
| 2 093 | 3 422 | - | - | - | - |

## Source de la traduction
- (en) Cet article est partiellement ou en totalité issu de l’article de Wikipédia en anglais intitulé « Lake Park, North Carolina » (voir la liste des auteurs).